# Edhance
Edhance [edhenc] je český startup z Ústí nad Labem, který tvoří digitální vzdělávací obsah a prezentuje jej na základních školách prostřednictvím komplexních edukativních programů za účasti zkušených lektorů. Cílem Edhance je modernizovat výuku ve školách po celé České republice kombinací atraktivních technologií a obsažením témat, která v českých školních osnovách nemají dostatečný prostor.
Studenti se díky Edhance seznamují například se základy finanční gramotnosti, zdravého životního stylu, přípravy občana k obraně státu nebo uplatnění na trhu práce budoucnosti. Programy jsou školám dostupné zdarma.
Nad rámec edukativního obsahu stojí Edhance za sérií workshopů TalkEd, v jejichž rámci inspiruje pedagogy i zřizovatele škol k přípravě studentů na reálný život ve 21. století.
Startup Edhance byl také v roce 2018 vybrán Mezinárodním visegrádským fondem jako jeden z účastníků pilotního programu V4 Innovators in Israel Training Program, jehož cílem bylo podpořit začínající podniky napříč V4, které disponují inovačním potenciálem.
Díky lektorským aktivitám se s projekty, které vytváří Edhance setkalo více než 130 000 dětí, více než 3 000 pedagogů a lektoři se opakovaně vracejí na stovky škol po celé České republice. Výsledky a vize společnosti byly v roce 2018 oceněny cenou společnosti Microsoft v rámci soutěže Inovační firma Ústeckého kraje.

## Edhance a technologie
Dotykové chytré tabule jsou na českých základních školách k dispozici už několik let, většina učitelů ale nedokáže vytěžit potenciál tohoto média na maximum. Interaktivní programy Edhance mají za úkol zaujmout žáky základních škol v průběhu běžné vyučovací hodiny a předat jim informace o daném tématu přirozenou a zábavnou cestou. Aplikace jsou vytvářeny tak, aby se přizpůsobily jakémukoliv počítačovému softwaru a rozlišení. Spouští se skrze jakýkoliv internetový prohlížeč, který má každá škola nainstalovaný v počítači připojenému k interaktivní tabuli, kdy není zapotřebí speciální instalace.

## Edukativní programy Edhance
Vzdělávací programy Edhance se skládají z několika dílů: aplikace pro interaktivní tabule, manuál pro pedagogy, lektorská aktivita ve školách a doprovodné aktivity. Zásadním dílem je interaktivní aplikace vytvořená pro médium dotykových tabulí.

## Nestlé pro zdraví dětí
Program společnosti Nestlé podporuje vzdělávání dětí v oblasti výživy a zdraví. Edhance pro tento projekt vytvořil výukovou aplikaci pro interaktivní tabule, která je určena žákům 2.-8. tříd ZŠ a motivuje děti k přirozenému osvojení zásad vyváženého stravování a k pohybovým aktivitám. Edhance realizuje lekce pro všechny věkové skupiny, jež jsou zaměřeny například na vyvážený jídelníček, prevenci rizik nevhodné výživy nebo hygienu potravin. V současnosti je k dispozici 6 výukových aplikací. Program má záštitu MŠMT a vznikl za podpory společnosti Nestlé Česko a díky odborné garanci Společnosti pro výživu.V rámci programu jsou také realizovány kurzy s akreditací od MŠMT, kde je cílem naučit pedagogy kriticky smýšlet a vhodně třídit informace v oblasti problematiky zdravé výživy a používat techologie a materiály NPZD aktivně při výuce.

## Kolínská chytrá klíčenka
Edhance vytváří komunikaci k projektu Kolínská chytrá klíčenka, který je výsledkem spolupráce města Kolína s partnery v konceptu Smart Cities a těší se prvenství v celé Evropě. V současnosti je tento projekt držitelem ocenění IDC IoT Award – Customer Experience v oblasti rozvoje a zároveň je Klíčenka vítězem 20. ročníku soutěže Zlatý erb v kategorii Smart City a nejlepší elektronická služba.
Kolínská chytrá klíčenka byla spuštěna v pilotním provozu v září 2017 a možnost ji využívat měli žáci 6. Základní školy v Kolíně, kde slouží jako elektronický zámek, identifikační průkazka, jízdenka v MHD a lze ji aktivovat i jako platební kartu. Od září 2018 byla Kolínská chytrá klíčenka umístěna do všech základních škol v Kolíně a plánuje se rozšíření o další partnery a funkce této technologie.
Cílem projektu je také rozvoj vzdělávání v oblasti finanční gramotnosti.

## Peníze pod kontrolou
Program Peníze pod kontrolou reaguje na nelichotivé statistiky v oblasti finanční gramotnosti, které se stále častěji týkají i mladé generace. Podle dat Exekutorské komory ČR bylo v roce 2017 více než 12 % populace ve věku od 18 do 29 let v exekuci. Cílem projektu je nenucenou a přirozenou formou studentům předat nejen základní znalosti a pravidla ze světa financí, ale také zasvětit je do principů ekonomiky, kritického uvažování a etického jednání.
Projekt byl realizován za podpory a díky odborné garanci společnosti Mastercard a pod záštitou Ministerstva financí, MŠMT a hl. města Prahy. Na školách je realizován profesionálními a proškolenými lektory společnosti Edhance.

## Cesta do země obchodu
Projekt se zaměřuje na kariérové poradenství a je určen žákům 7.-9. tříd ZŠ. Vzdělávací aplikace pro interaktivní tabule nabízí zábavnou formu výuky a zvyšuje motivaci k zodpovědnému výběru dalšího studia a získání povědomí o potřebných kompetencích k budoucímu zaměstnání. Výuková aplikace přibližuje žákům základní principy pracovního trhu na modelovém prostředí maloobchodu, které je cílové skupině dobře známé. Žáci tak získávají potřebné znalosti v praktických souvislostech tak, aby byl zajištěn účinný rozvoj jejich ekonomické gramotnosti.

## POKOS
POKOS neboli příprava občanů k obraně státu je moderní formou branné výchovy, kdy se děti zajímavou cestou dozvídají informace o důležitých zvratech v historii našeho státu, o historii armády a jejím fungování dnes. Projekt se snaží zaměřit na nejdůležitější témata této problematiky a podat je žákům 2. stupně na ZŠ co nejpoutavěji tak, aby si z hodiny odnesli podstatné znalosti a informace.

## Informatika I
Program informatika je komplexní výukový program, který reaguje na potřeby škol a funguje jako základní stavební prvek tohoto předmětu, který je postupně rozvíjen. Zaměřuje se na nejaktuálnější témata a nové požadavky kompetencí pro život v 21. století. K materiálům vychází pravidelné aktualizace, včetně reflektování revize RVP předmětu Informatika. Jednotlivé lekce se zaměřují na témata jako např. komunikace, digitální identita, šifrování, budoucnost digitálních technologií nebo zdraví a technologie. Cílem je usnadnit výuku pedagogům a nadchnout a motivovat žáky k rozvoji těchto kompetencí. Součástí výukového programu jsou aplikace pro interaktivní tabuli, video materiály a interaktivní cvičení, které motivují žáky ke kreativitě, kritickému myšlení a seberealizaci. Žáci se přirozeným způsobem učí dovednosti, které skutečně v životě upotřebí. Pedagog získá komplexní výukový materiál s metodickým návodem, který reflektuje současné trendy ve vzdělávání. Díky snadnému zadávání a automatickému vyhodnocování testů, cvičení i domácích úkolů navíc pedagog ušetří spoustu času. Od října 2019 vybraných 150 uživatelů získá nadstandardní péči a workshop pod dohledem odborného lektora.